# Écleux
Écleux é uma comuna francesa na região administrativa de Borgonha-Franco-Condado, no departamento de Jura. Estende-se por uma área de 6,2 km². Em 2010 a comuna tinha 236 habitantes (densidade: 38,1 hab./km²).